# Korporativizem
Korporativizem (iz lat. corpus 'telo') je oznaka za udeležbo socialnih skupin ali korporacij, ki združujejo družbene dejavnike glede na njihove skupne interese, pri političnem odločanju. Korporativizem kot vrsta družbenopolitične organiziranosti temelji na analogiji med družbo in telesom: vsak organ v družbi ima svoj namen in funkcijo, da ohranjanja ravnovesja v družbi. Povezan je s sociološkim konceptom strukturalnega funkcionalizma, korporativistični način organiziranja družbe je blizu ideologijam absolutizma, kapitalizma, konservatizma, fašizma in drugim. 
Korporativizem se lahko nanaša tudi na gospodarski tripartizem oziroma pogajanja med podjetniki (delodajalci), delavskimi in državnimi interesnimi skupinami za vzpostavitev gospodarske politike, kar lahko imenujemo tudi neokorporativizem.

## Vrste korporativizma

### Sorodstveni korporativizem
Korporativizem, ki temelji na sorodstvu, je pogost pojav v Afriki, Aziji in Latinski Ameriki. Poudarja klansko, etnično in družinsko identifikacijo. Take so konfucijske družbe Vzhodne in Jugovzhodne Azije (v kitajski družbi pravne norme urejajo družinske odnose) ter v islamski družbi.

### Krščanski korporativizem
Metaforo družbe kot telesa je poznana že v Novi zavezi Svetega pisma, kjer se v 1. pismu Pavla Korinčanom (1 Kor 12, 12–31): »Kakor je namreč telo eno in ima veliko delov, vsi telesni deli pa so eno telo, čeprav jih je veliko, tako je tudi Kristus. [...] da v telesu ne bi bilo razprtije, marveč bi telesni deli enako skrbeli drug za drugega.« 
V srednjem veku se je krščanska družba organizirala v bratovščine, samostane in vojaška združenja, kot so križarji v času križarskih vojn. Posvetne oblike srednjeveške korporativne organiziranosti so bile  univerze, obrtniški cehi, ki so regulirali trgovino in cene.  
Leta 1890 so ustanovili mednarodna podjetja, leta 1891, pa je sledila še okrožnica Rerum novarum, v kateri je Papež Leon XIII. teologom naročil študijo o korporativizmu. Katoliška cerkev je blagoslovila sindikate in politiki priporočila, da prizna organizirano delavstvo. Katoliška cerkev je podpirala konservativne korporativistične sindikate, da bi tako nasporotovala anarhističnim, marksističnim in drugim radikalnim sindikatom. 
Med države, ki so delovale po principu katoliškega korporativizma, spadajo Avstrija pod vodstvom zveznega kanclerja Engelberta Dollfussa in Ekvador pod vodstvom Gabriela Garcie Morena. V odgovor na katoliški korporativizem se je predvsem v Nemčiji, na Nizozemskem in v Skandinaviji razvil protestantski korporativizem, a je bil veliko manj uspešen pri pridobivanju vladne pomoči kot njegova katoliška različica.

### Absolutistični korporativizem
Absolutistične monarhije so si korporativistične sisteme postopoma podredile, korporativzem so izrabljale za utrjevanje družbene hierarhije. Po francoski revoluciji je bil absolutistični korporativistični sistem ukinjen zaradi promoviranja družbene hierarhije in posebnih korporativnih privilegijev za Rimskokatoliško cerkev. Nova francoska vlada je menila, da  je poudarjanje korporativističnih pravic v nasprotju z liberalnim naukom o pravicah posameznika. Kot posledica francoske revolucije so bili odpravljeni korporativistični sistemi po vsej Evropi.

### Progresivni korporativizem
Progresivni korporativizem se je razvijal od leta 1850 dalje kot odgovor na klasični liberalizem in marksizem. Progresivni korporativisti so se zavzemali za skupnostne pravice članov srednjega in delavskega razreda, da bi na ta način zagotovili sodelovanje med razredoma, kar pa ni ustrezalo marksističnim konceptom razrednega konflikta. V 1870. in 1880. je korporativizem doživel preporod v Evropi, in sicer z ustanavljanjem delavskih sindikatov, ki so se zavezali, da se bodo pogajali z delodajalci. 

### Liberalni korporativizem
Idejo o liberalnem korporativizmu pripisujejo angleškemu liberalnemu filozofu Johnu Stuartu Millu. Nasprotno od nekaterih drugih vrst korporativizma liberalni korporativizem sprejema kapitalizem in individualizem in pravi, da so kapitalistična podjetja družbene institucije, ki bi morale svoje menedžerje spodbujati k temu, da naj ne večajo samo svoj dohodek, ampak tudi skrbijo za potrebe svojih zaposlenih.

### Etatizem
Etatizem je sistem, v katerem si država lasti monopol odločanja v vsem družbenem življenju. 

### Fašistični korporativizem
Fašistična teorija gospodarskega korporativizma je predvidevala vladno ali zasebno upravljanje gospodarskega sektorja. Sindikat in pravna oseba ali delodajalec naj bi se v pogajanjih sporazumela o delovni pogodbi. V teoriji bi na ta način prišlo do harmonije med družbenimi razredi, a je bil gospodarski korporativizem de facto zlorabljen za šibitev moči opozicije in nagrajevanje politične lojalnosti. 
Korporativzem je bil pod vodstvom italijanskih nacionalistov in njihovega voditelja Benita Mussolinija v Italiji vpliven med letoma 1922 in 1943. Predhodnica je bil socialni poskus reške republike pesnika Gabriela D'Annunzia leta 1919. Šlo je za prototip korporativne države, ki naj deluje po zgledu cehov in združuje koncepta cehovske avtonomije in avtoritarnosti. V fašizmu so gospodarstvo upravljali skupaj delodajalci, delavci in državni uradniki.

### Socialni korporativizem
Socialni korporativizem je oblika tristranskega gospodarskega korporativizma, ki temelji na socialnemu partnerstvu med kapitalom in delavskimi interesnimi skupinami ter med tržnim gospodarstvom in državo. Je kompromis, ki ureja konflikte med kapitalom in delavci, ki sodelujejo na pogajanjih, ki jih moderira vlada. Takšna ureditev ima podporo nacionalističnih in socialdemokratskih strank, razvil pa se je v Avstriji, Nemčiji ter na Švedskem in Norveškem.

### Neokorporativzem
V Evropi je bil korporativzem v povojnem obdobju priljubljen pri krščanskih demokratih, nacionalnih konservativcih ter pri socialnih demokratih, ki so ga prevzeli kot odgovor liberalnemu kapitalizmu. Ta tip korporativizma je postal staromodnen a je med letoma 1960 in 1970 oživel zaradi recesije in inflacije. Neokorporativizem je gospodarski tripartizem, ki spodbuja močne delavske in delodajalske sindikate ter vlade, ki naj sodelujejo kot socialni partnerji pri pogajanjih in upravljanju državnega gospodarstva.